# Байтодоров Григорій Христофорович
Байтодоров Григорій Христофорович (1898-1930-х) — прапорщик, учасник білого руху і Дроздовського походу.

## Біографія
Народився в 1898 році в грецькій родині, в місті Маріуполі, Маріупольського повіту, Російської імперії.
У 1917 році вступив на навчання в 1-ю Житомирську школу прапорщиків, яку закінчив в цьому ж році у званні прапорщика. Після отримання освіти був відправлений на Румунський фронт Першої світової війни.
17 лютого 1918 Григорій вступив в Добровольчий загін полковника Дроздовського, в складі якого брав участь у поході Ясси — Дон. На початку походу він служив у 2-й роті Стрілецького полку, потім у 2-му офіцерському (Дроздовського) стрілецькому полку. В цьому ж році Григорія призначили командиром кулеметного взводу.
У 1919 році в складі Добровольчої армії брав участь у боях з більшовиками. З червня служить у званні поручика командира бронеавтомобіля «Дроздовец». В кінці 1919 разом з білими відступив на південь.
Весною 1920 вступив в Російську армію генерала Врангеля в складі якої брав участь у боях з більшовиками на півдні України. З серпня в званні капітана командував командою піших розвідників в 1-м Дроздовського полку евакуації Криму. У наприкінці 1920 року евакуювався з Криму до Туреччини де знаходився в Галліполійському таборі для біженців.
На початку 1920 років разом з Дроздовским полком переїхав до Болгарії. У Болгарії в 1930 роках розшукувався органами НКВС, які викрали його і відвезли в Україні за іншими відомостями по приїзду в Україну був заарештований органами НКВС, перебував на обліку в УРСР.

## Нагороди
- Орден Святителя Миколи Чудотворця (1920) — наказ №3705 від 7/20 жовтня 1920.